# Jurbarkas
Jurbarkas è una città della contea di Tauragė in Lituania. Essa è situata sulla riva destra del fiume Nemunas alla confluenza con i suoi affluenti Mituva e Imsre. La città è divenuta un importante nodo viario dopo la costruzione del ponte sul fiume Nemunas avvenuta nel 1978.

## Etimologia
Il nome Jurbarkas è derivato dal castello di Ordensburg, Georgenburg, costruito nel XIII secolo.
Jurbarkas ha avuto diversi nomi nel corso della sua storia. I più importanti nomi non lituani sono stati: in tedesco, Georgenburg, Jurgenburg e Eurburg, in polacco, Jurbork e in yiddish, יורבורג, Jurborg, Jurburg, Yurburg, Yurberig e Yurbrik.